# Klitkambunke
Klitkambunke (Koeleria glauca), også skrevet Klit-Kambunke, er en flerårig, urteagtig plante, en græsart, med en tueformet vækst. Planten er sjælden i Danmark, bortset fra klitområder i Nord- og Vestjylland.

## Beskrivelse
Klitkambunke er en flerårig, urteagtig plante med en tueformet vækst. Bladene er rendeformede eller sammenrullede og tæt dunhårede, men uden randhår. De nederste dele af bladene er skjult i trævlede bladskeder fra tidligere år. Begge bladsider er blågrønne. Blomstringen foregår i juni-juli, og blomsterne sidder i endestillede aks på stive, oprette stængler. De er samlet 2-5 ad gangen i småaks, der har afrundede dækblade. De enkelte blomster er 3-tallige, men stærkt reducerede (som det er almindeligt hos græsserne). Frugterne er nødder (frø).
Rodsystemet består af en rodstok og et velforgrenet net af siderødder.
Planten når en højde i tuen på ca. 25 cm og en bredde på ca. 20 cm, mens de oprette, aksbærende stængler let når 50 cm i længden.

## Hjemsted
Klitkambunke er naturligt udbredt fra Spanien, Frankrig og England over hele Centraleuropa til Østeuropa, Rusland og Centralasien. I Danmark findes arten hist og her på klitområder i Nord- og Vestjylland. Arten er knyttet til lysåbne voksesteder med en kalkrig, men næringsfattig og tør jord. Derfor ses den oftest i klit- og steppeområder.
I Kampinos Nationalpark ved landsbyen Kikoły, der ligger i nærheden af Warszawa, findes lysåbne græsvegetationer på tør bund. Her vokser arten sammen med bl.a. aksærenpris, svalerod, Cladonia foliacea (en art af rensdyrlav), engsalvie, glat rottehale, grå potentil, gul skabiose, Hieracium echioides (en art af høgeurt), karteusernellike, klitlimurt og nikkende kobjælde

## Galleri
|  |  |
|  |  |